# Barłogi (województwo lubuskie)
Barłogi (dawna niem. nazwa Berloge) – wieś w Polsce położona w województwie lubuskim, w powiecie krośnieńskim, w gminie Bobrowice.
W latach 1975–1998 miejscowość administracyjnie należała do województwa zielonogórskiego.